# Giovan Battista Gelli

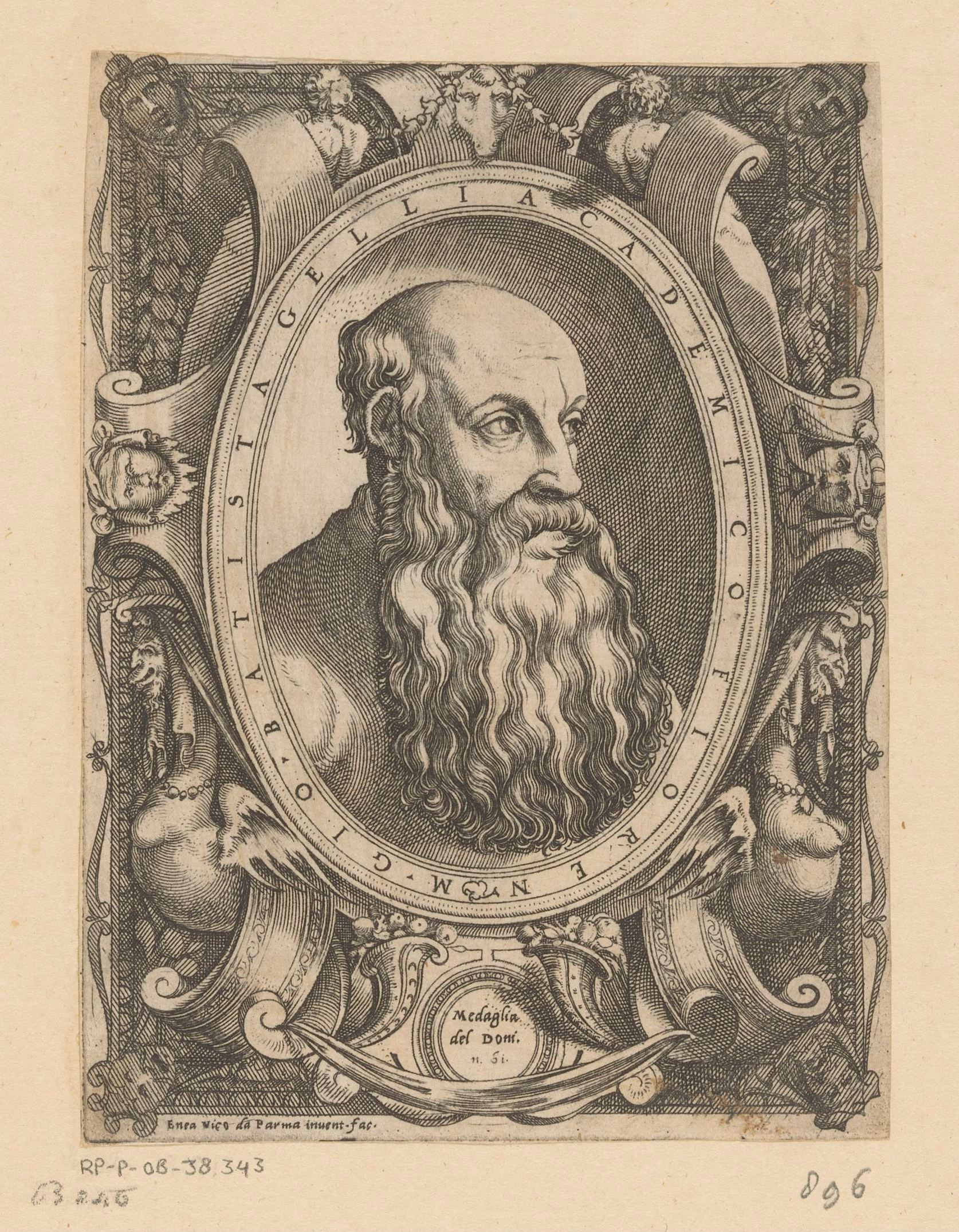
Giovan Battista Gelli.

Giovan Battista Gelli (* 12. August 1498 in Florenz; † 24. Juli 1563 ebenda) war ein italienischer Humanist, Schriftsteller, Übersetzer, Philologe und Akademiker.
Als Sohn eines aus Peretola stammenden Vaters gelangte der zum Schuster ausgebildete Gelli in den 1520er Jahren als Autodidakt in die Orti Oricellari, einem literarischen Treffpunkt und Vorläufer der Accademia Fiorentina in Florenz. Zu den prominentesten Mitgliedern der losen Vereinigung, wo Gelli innerhalb kurzer Zeit selbst ermutigt wurde, eigene Lezzioni (Vorlesungen über literarische, historische oder philosophische Fragestellungen) vorzutragen, zählte beispielsweise Niccolò Machiavelli. In der später offiziell gegründeten und unter der Schirmherrschaft von Cosimo I. de’ Medici stehenden Akademie wurde Gelli neben Pierfrancesco Giambullari und Carlo Lenzoni selbst eines der wichtigsten Mitglieder. In dieser Rolle ist Gelli in starkem Maß an der Kultivierung des toskanischen Dialekts und seiner Etablierung zur italienischen Hochsprache beteiligt.
Besondere Bekanntheit genießen Gellis Analysen ausgewählter Werke Francesco Petrarcas und Dante Alighieris. Außerdem verfasste er eine Sammlung von Biographien wichtiger Maler, Architekten und Bildhauer, die neben den Künstlerbiographien des Anonimo Magliabechiano und des Giorgio Vasari eine wichtige Quelle zum Kunstschaffen des sechzehnten Jahrhunderts in Italien bilden. Das Grab Giovan Battista Gellis liegt in der florentinischen Kirche Santa Maria Novella.

## Ausgewählte Werke

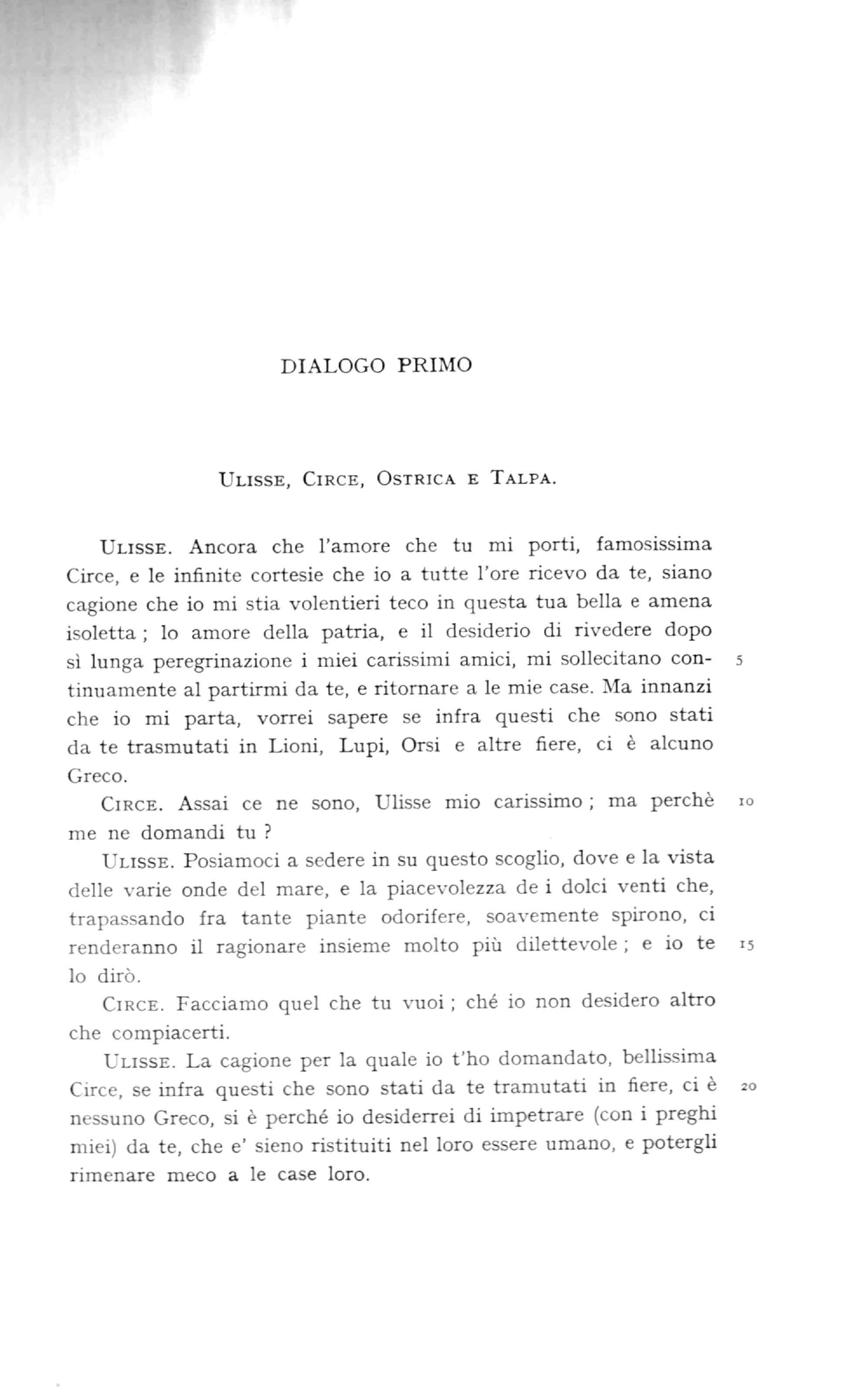
Dialoghi, Werkausgabe 1967

- Il Gello accademico fiorentino sopra vn luogo di Dante, nel 16. canto del Purgatorio: della creazione dell’anima rationale. Lorenzo Torrentino, Florenz 1548.
- La Circe. Lorenzo Torrentino, Florenz 1549.
- Il Gello accademico fiorentino. Sopra que’ due sonetti del Petrarcha che lodano il ritratto della sua M. Laura. Lorenzo Torrentino, Florenz 1549.
- Il Gello sopra vn sonetto di M. Franc. Petrarca. Lorenzo Torrentino, Florenz 1549.
- Tutte le lettioni di Giouam Battista Celli, fatte da lui nella Accademia Fiorentina. Lorenzo Torrentino, Florenz 1551.
- Lettura di Giouanbatista Gelli sopra lo Inferno di Dante. Letta nella Accademia fiorentina, nel consolato di m. Guido Guidi. Et di Agnolo Borghini. Bartolomeo S. Martelli, Florenz 1554.
- Lettura seconda sopra lo Inferno di Dante di Giouanbatista Gelli. Letta nella Accademia fiorentina nel consolato d’Agnolo Borghini. Lorenzo Torrentino, Florenz 1555.
- Lettura terza di Gio. Batista Gelli sopra lo Inferno di Dante. Letta nella Accademia Fiorentina nel Consolato d’Antonio Landi. Lorenzo Torrentino, Florenz 1556.
- Lettura quarta sopra l’Inferno di Dante, di Gio. Batista Gelli. Fatta nell’Academia Fiorentina ... l’anno 1557. Lorenzo Torrentino, Florenz 1558.
- La quinta lettura di Giouan Batista Gelli sopra lo Inferno di Dante. Letta nella Academia Fiorentina nel consolato del reuerendo m. Francesco Cattani da Diacceto, canonico fiorentino. L’anno MDLVIII. Lorenzo Torrentino, Florenz 1558.
- La sesta lettura di Giouanbattista Gelli, sopra lo Inferno di Dante. Letta nella Academia Fiorentina, nel consolato di M. Lionardo Tanci. Lorenzo Torrentino, Florenz 1561.
- Lettura settima di Gio. Batista Gelli, sopra lo Inferno di Dante. Lorenzo Torrentino, Florenz 1561.
- Vite d’artisti di Giovanni Battista Gelli. In: Archivio Storico Italiano, Band 17, 1896, S. 32–62.
- Dell’Origine di Firenze. In: Atti e memorie dell’Accademia Toscana di Scienze e Lettere “La Colombaria”, Band 44, 1979, S. 59–122.

## Werkausgaben
- Opere. Hrsg. von Agenore Gelli, Le Monnier, Florenz 1855
- Letture edite e inedite di Giovan Battista Gelli sopra la Commedia di Dante. Hrsg. von C. Negroni, Bocca, Florenz 1887.
- Dialoghi. Hrsg. von R. Tissoni, Laterza, Bari 1967.
- Opere. Hrsg. von Amelia Corona Alesina, F. Rossi, Neapel 1969.
- Opere. Hrsg. von D. Maestri, UTET, Turin 1976.